# Lilly King
Lilly King (Evansville (Indiana), 10 februari 1997) is een Amerikaanse zwemster. Ze vertegenwoordigde haar vaderland op de Olympische Zomerspelen 2016 in Rio de Janeiro.

## Carrière
Op de 2016 US Olympic Trials in Omaha (Nebraska) kwalificeerde King zich, op de 100 en de 200 meter schoolslag, voor de Olympische Zomerspelen 2016 in Rio de Janeiro. In Brazilië veroverde de Amerikaanse de gouden medaille op de 100 meter schoolslag, op de 200 meter schoolslag strandde ze in de halve finales. Samen met Kathleen Baker, Dana Vollmer en Simone Manuel sleepte ze de gouden medaille in de wacht op de 4x100 meter wisselslag.

## Internationale toernooien
| Jaar | Olympische Spelen                                         | WK langebaan                                                                                           | WK kortebaan | PanPacs                                               | Pan-Ams       |
| ---- | --------------------------------------------------------- | --- | --- | ----------------------------------------------------- | ------------- |
| 2016 | 100m schoolslag · 12e 200m schoolslag · 4x100m wisselslag | | 50m schoolslag · 100m schoolslag · 4e 200m schoolslag · 8e 100m wisselslag · 4x50m wisselslag · 4x100m wisselslag · 4x50m wisselslag gemengd |                                                       |               |
| 2017 |                                                           | 50m schoolslag · 100m schoolslag · 4e 200m schoolslag · 4x100m wisselslag · 4x100m wisselslag gemengd  | |                                                       |               |
| 2018 |                                                           | | geen deelname | 100m schoolslag · 200m schoolslag · 4x100m wisselslag |               |
| 2019 |                                                           | 50m schoolslag · 100m schoolslag · DSQ 200m schoolslag · 4x100m wisselslag · 4x100m wisselslag gemengd | |                                                       | geen deelname |

## Persoonlijke records
Bijgewerkt tot en met 27 augustus 2020
Kortebaan
| Afstand         | Tijd    | Datum            | Plaats       |
| --------------- | ------- | ---------------- | ------------ |
| 50m schoolslag  | 28,90   | 20 december 2019 | Las Vegas    |
| 100m schoolslag | 1.03,00 | 17 november 2019 | College Park |
| 200m schoolslag | 2.17,03 | 20 december 2019 | Las Vegas    |

Langebaan
| Afstand         | Tijd         | Datum        | Plaats       |
| --------------- | ------------ | ------------ | ------------ |
| 50m schoolslag  | 29,40 (WR)   | 30 juli 2017 | Boedapest    |
| 100m schoolslag | 1.04,13 (WR) | 25 juli 2017 | Boedapest    |
| 200m schoolslag | 2.21,39      | 31 mei 2019  | Indianapolis |